# Bibhuti Roy
Pour les articles homonymes, voir Roy.
 (avril 2021).
La mise en forme du texte ne suit pas les recommandations de Wikipédia : il faut le « wikifier ».
Les points d'amélioration suivants sont les cas les plus fréquents. Le détail des points à revoir est peut-être précisé sur la page de discussion.
- Les titres sont pré-formatés par le logiciel. Ils ne sont ni en capitales, ni en gras.
- Le texte ne doit pas être écrit en capitales (les noms de famille non plus), ni en gras, ni en italique, ni en « petit »…
- Le gras n'est utilisé que pour surligner le titre de l'article dans l'introduction, une seule fois.
- L'italique est rarement utilisé : mots en langue étrangère, titres d'œuvres, noms de bateaux, etc.
- Les citations ne sont pas en italique mais en corps de texte normal. Elles sont entourées par des guillemets français : « et ».
- Les listes à puces sont à éviter, des paragraphes rédigés étant largement préférés. Les tableaux sont à réserver à la présentation de données structurées (résultats, etc.).
- Les appels de note de bas de page (petits chiffres en exposant, introduits par l'outil «  Source ») sont à placer entre la fin de phrase et le point final[comme ça].
- Les liens internes (vers d'autres articles de Wikipédia) sont à choisir avec parcimonie. Créez des liens vers des articles approfondissant le sujet. Les termes génériques sans rapport avec le sujet sont à éviter, ainsi que les répétitions de liens vers un même terme.
- Les liens externes sont à placer uniquement dans une section « Liens externes », à la fin de l'article. Ces liens sont à choisir avec parcimonie suivant les règles définies. Si un lien sert de source à l'article, son insertion dans le texte est à faire par les notes de bas de page.
- La présentation des références doit suivre les conventions bibliographiques. Il est recommandé d'utiliser les modèles {{Ouvrage}}, {{Chapitre}}, {{Article}}, {{Lien web}} et/ou {{Bibliographie}}. Le mode d'édition visuel peut mettre en forme automatiquement les références.
- Insérer une infobox (cadre d'informations à droite) n'est pas obligatoire pour parachever la mise en page.

Pour une aide détaillée, merci de consulter Aide:Wikification.
Si vous pensez que ces points ont été résolus, vous pouvez retirer ce bandeau et améliorer la mise en forme d'un autre article.
Bibhuti Roy est ingénieur et professeur germano-bangladais. Il est chercheur à l' Université de Brême à l'ITB (de) au Département d'informatique et d'ingénierie et professeur invité dans des universités internationales,.

## Jeunesse
Roy est né au Pakistan oriental. Il était étudiant à l' Université de Rajshahi. Il a obtenu un baccalauréat en sciences et a poursuivi des études supérieures à l' Université de Brême. Il a obtenu son doctorat en ingénierie après avoir terminé une thèse de doctorat.

## Carrière
Roy a commencé sa carrière en tant qu'assistant technique pour la Vereinigte Flugtechnische Werke (VFW) GmbH à Brême, concevant les ailes d' avions de combat, travaillant plus tard pour Brown, Boveri and Cie (BBC) AG et aussi en tant que dessinateur technique concevant des schémas de circuits électriques et en tant que stagiaire chez MBB - ERNO Raumfahrttechnik GmbH pour réaliser des études de faisabilité sur l'utilisation des satellites à des fins éducatives. Il a travaillé comme stagiaire à l' Université de Brême dans le département d' ingénierie de production pour réaliser des études de faisabilité sur l'utilisation des machines à décharge électrique (EDM) dans l' espace. Il a continué à travailler à l'Université de Brême dans le domaine du développement de concepts, de l' organisation et de la gestion de programmes d'études axés sur la pratique pour les ingénieurs des pays en développement.
Roy a été le cofondateur du Bangladesh Entwicklungszentrum en Allemagne (BEZ) e.V., membre fondateur du groupe de recherche interdisciplinaire (IRG) de l' Université d'ingénierie et de technologie de Khulna, puis de l' Université de Khulna, membre fondateur de Renewable Energy & Environment Fondation (REEF) à Khulna et conseiller en recherche à l' Daffodil International University à Dhaka,,.
Les projets les plus notables étaient la formation et la production d'énergie solaire, la construction de l'hôpital au Bangladesh et la création d'un approvisionnement en eau durable pour l'Afrique,,.